# Capannori
Capannori (Capànnori, pronuncia /kaˈpannori/) è un comune italiano di 46 627 abitanti della provincia di Lucca in Toscana. Si tratta del terzo comune della provincia per estensione e per numero di residenti.

## Geografia fisica
Il territorio comunale, tra i più vasti della provincia, si estende per 156,60 km² e attraversa la Piana di Lucca da nord a sud, toccando a nord l'Altopiano delle Pizzorne, a sud il territorio del Compitese e il Monte Pisano.
Il territorio comunale è stato ridotto nel 1913 con l'elezione a comune autonomo della frazione di Porcari e nel 1926 con la cessione al comune di Altopascio della frazione di Badia Pozzeveri.
In una delle sue frazioni, si trova un tratto della Via etrusca del ferro.

## Origine del nome
Come la non lontana Capannoli, il toponimo Capannori è un derivato di capanna (capannule); il passaggio da /l/ a /r/ in questo caso è tipico del lucchese.

## Storia
Le prime notizie storiche riguardo Capannori ci giungono a partire dall'anno 745, quando un monaco stabilitosi nel suo territorio decise di edificare una cappella in onore di San Quirico e intorno a essa si cominciarono costruire numerose abitazioni. Ben presto diventò un centro agricolo di notevole importanza per l'economia della vicina Lucca. 
Durante il basso medioevo i continui attacchi sferrati dai pisani e dai fiorentini, costrinsero la Repubblica di Lucca a realizzare un'importante opera di fortificazione del borgo. Nel 1313 l'esercito pisano invase Capannori, ma il condottiero lucchese Castruccio Castracani fu presto in grado di liberare il paese dal dominio del nemico. Pochi anni dopo fu proprio lo stesso Castracani a conquistare per conto della sua città, un vasto territorio comprendente Luni, Pisa, Pistoia e Volterra.

In quel periodo Capannori vide accrescere il proprio prestigio in virtù della sua posizione centrale tra i territori annessi da Lucca. 
Altro evento di notevole importanza si ebbe nel 1673, quando Capannori fu proclamata sede del "Commissariato delle Sei Miglia" che univa i comprensori di Capannori, Massarosa, Pescaglia e Borgo a Mozzano. Tale ruolo venne esercitato sino alla conquista di Napoleone Bonaparte, quando il commissariato venne trasferito a Lucca. 
In seguito al Congresso di Vienna la cittadina fece parte del Ducato di Lucca fino al 1847, anno in cui lo stato lucchese fu annesso al Granducato di Toscana. 
Il territorio del comune di Capannori fu direttamente interessato alle vicende della seconda guerra mondiale. Nel Compitese fu aperto nell'estate 1942 un campo di prigionia per soldati anglo-americani, trasformato poi a fine 1943 dalla Repubblica Sociale Italiana in un campo di concentramento per ebrei e detenuti politici. Nel 1943-44, oltre alle centinaia di prigionieri di guerra fuggiti dai campi, erano infatti presenti nel territorio di Capannori anche numerose famiglie ebree in cerca di rifugio dalle deportazioni. Ci furono otto arresti di ebrei nella frazione di Marlia, ma anche importanti episodi di solidarietà e di resistenza che coinvolsero famiglie e istituzioni locali. Il Comune di Capannori ha inserito tutti i luoghi più significativi in un percorso di memoria.
Oggi il territorio di Capannori esercita una discreta importanza per via delle attività agricole e soprattutto industriali che vi si praticano. In particolar modo è molto sviluppato il comparto relativo alla produzione della carta, infatti Capannori è uno dei siti principali del distretto cartario di Lucca.

## Monumenti e luoghi d'interesse

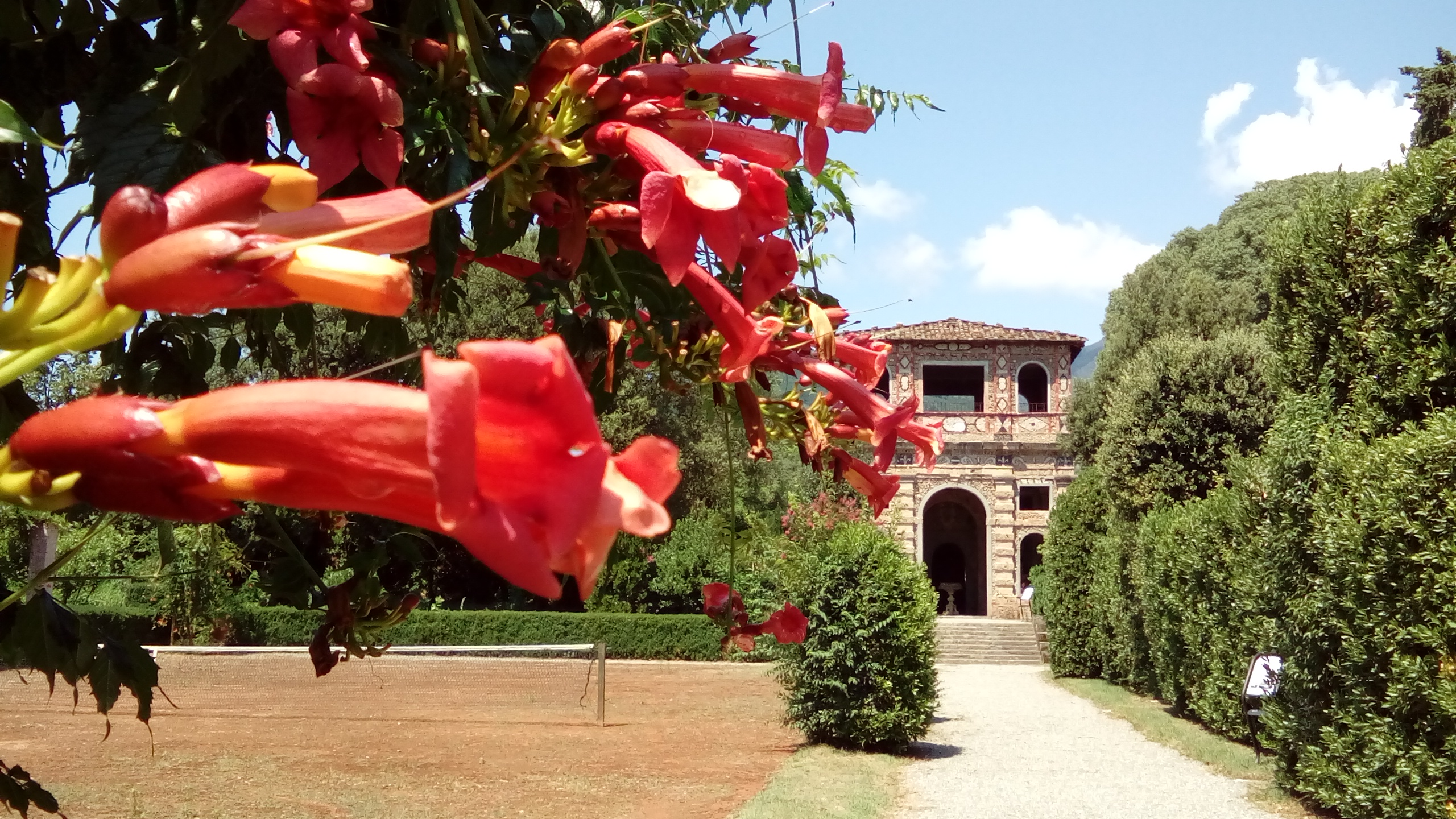
Villa Reale (Marlia)
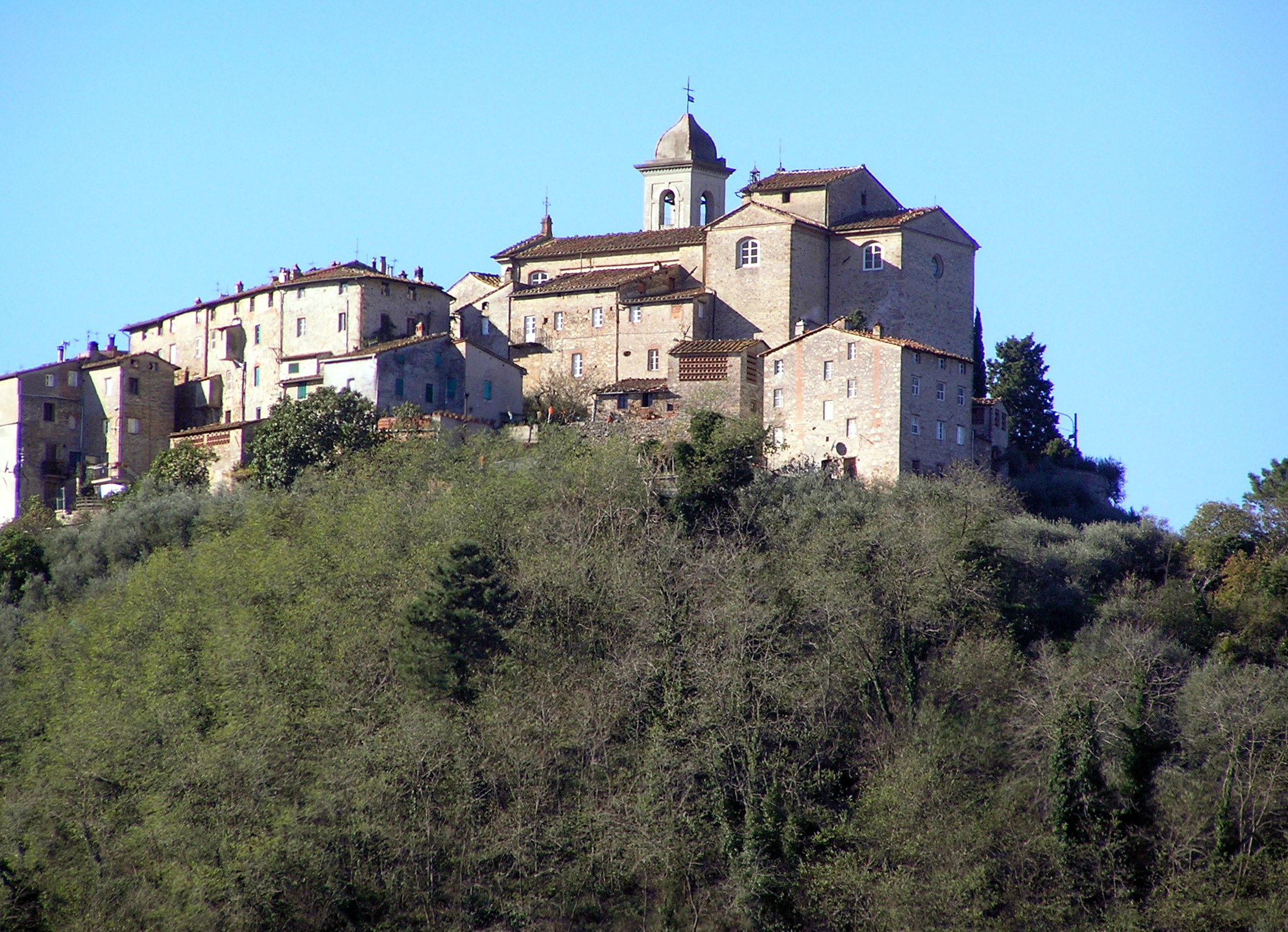
Castelvecchio Compito
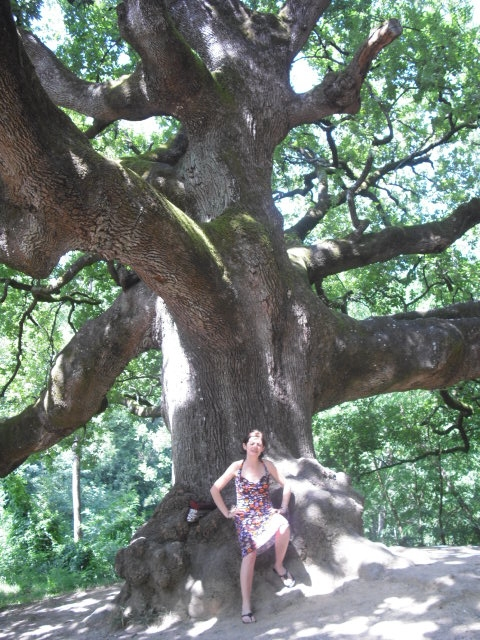
Quercia delle streghe
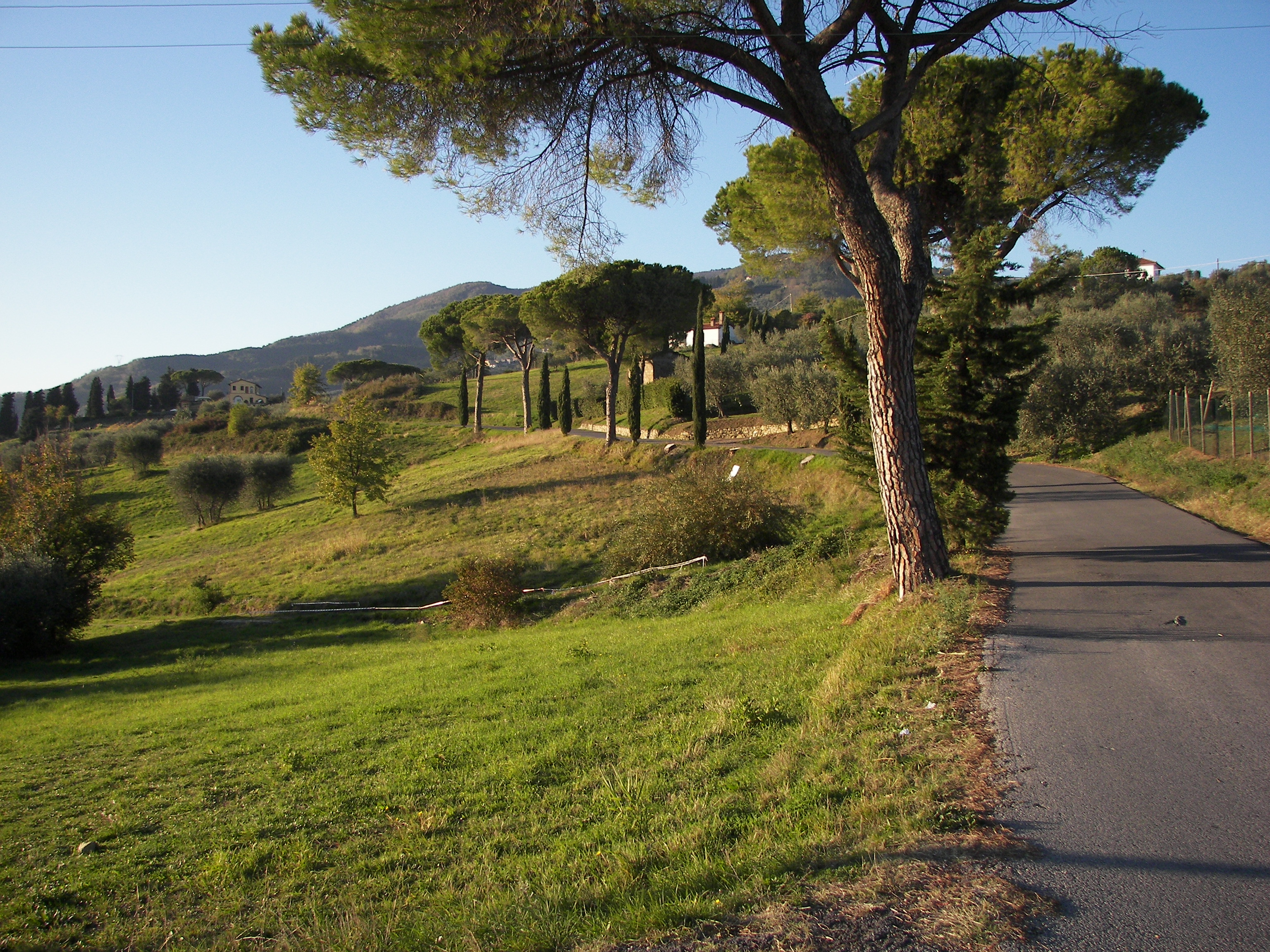
San Gennaro
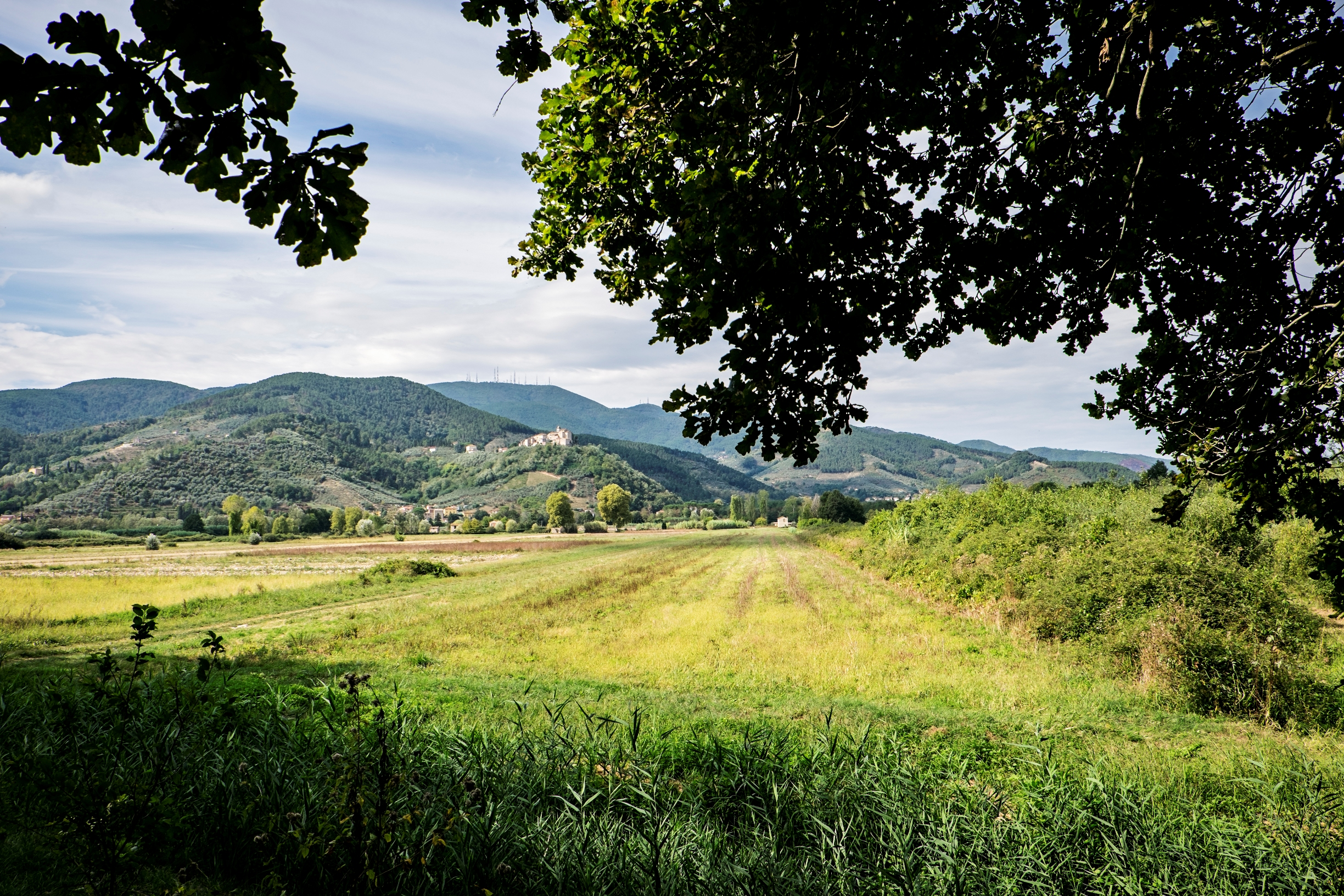
Oasi del Bottaccio
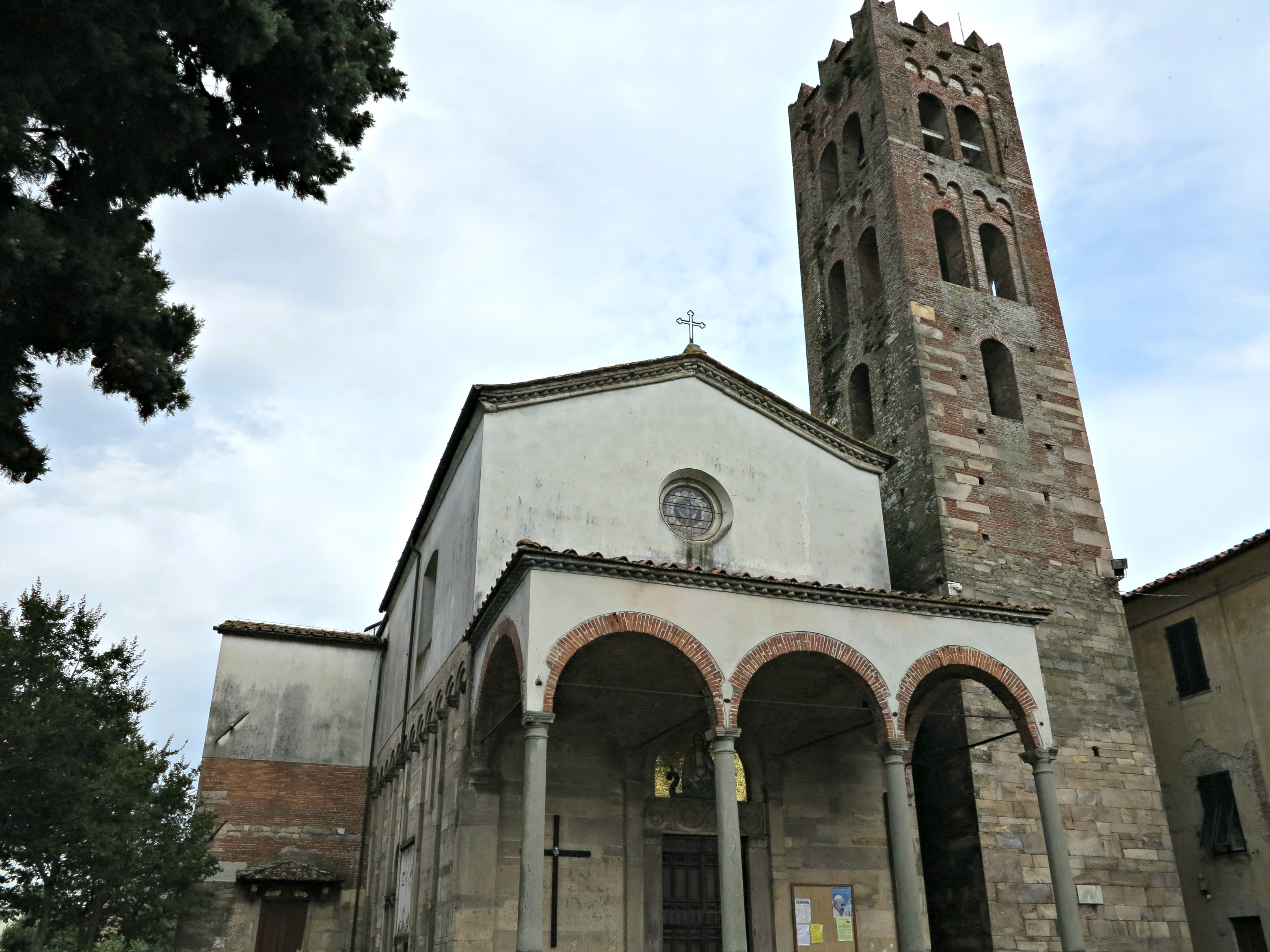
Chiesa di Santa Margherita
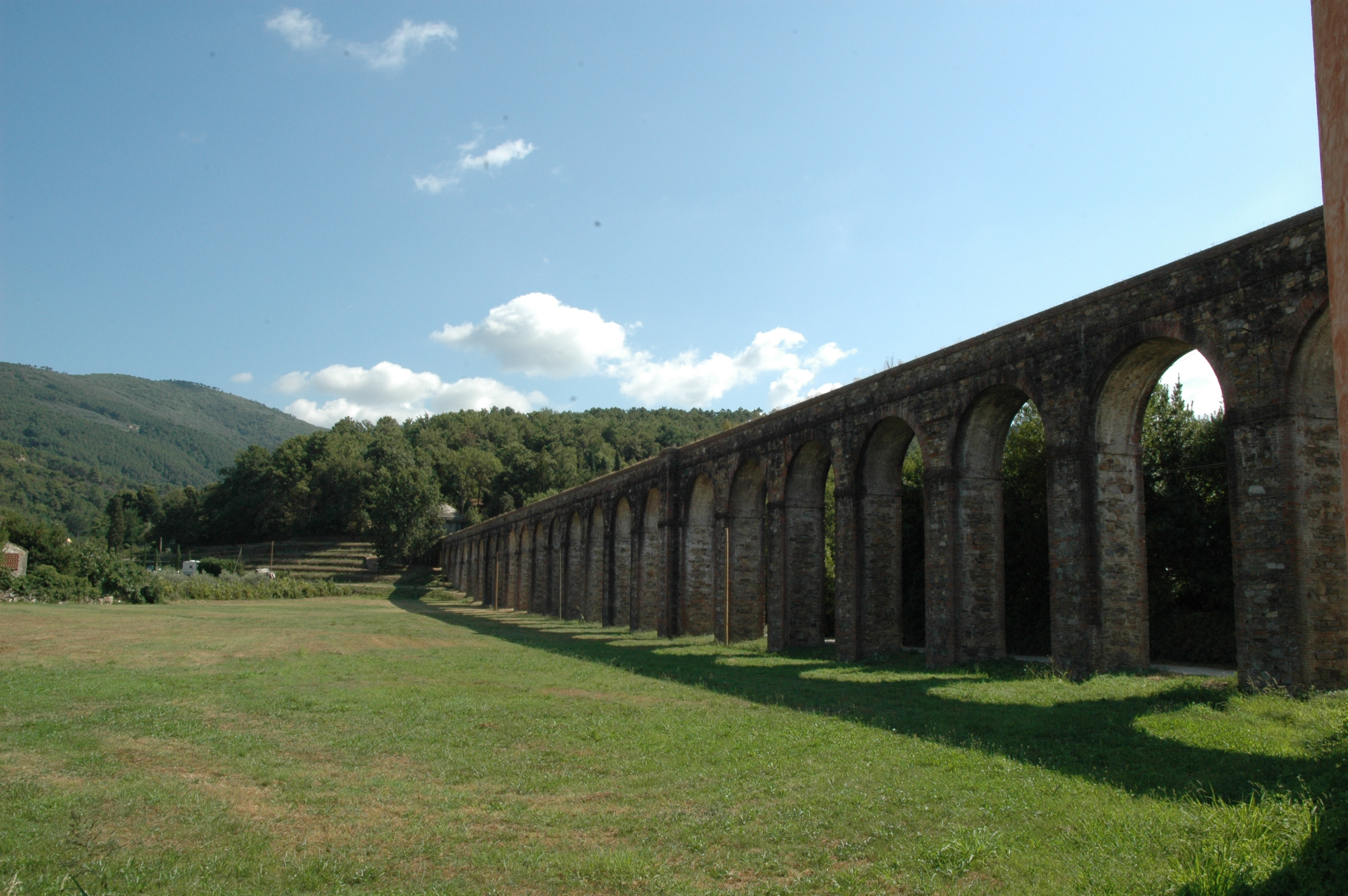
Acquedotto del Nottolini, Guamo
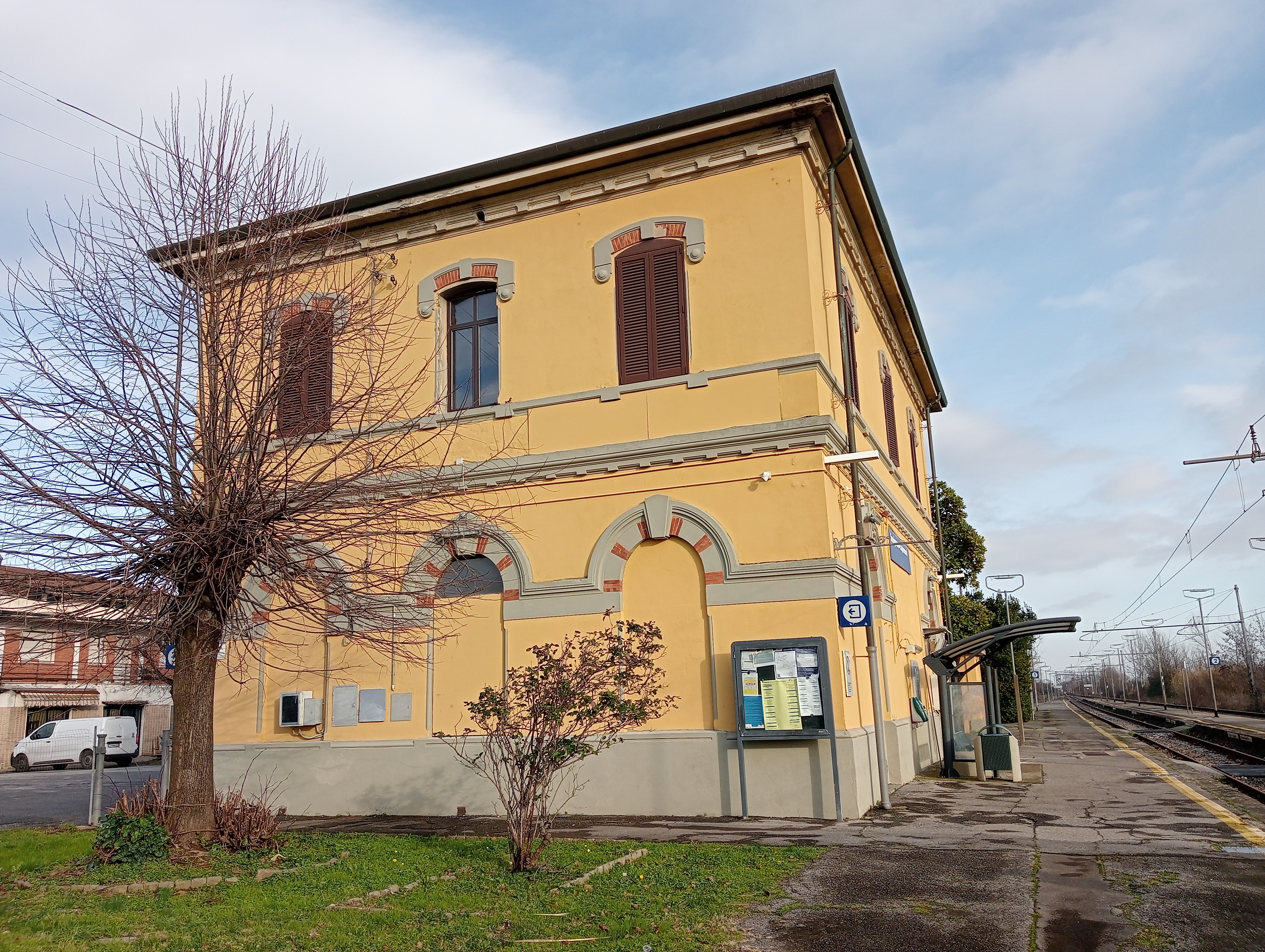
Stazione ferroviaria
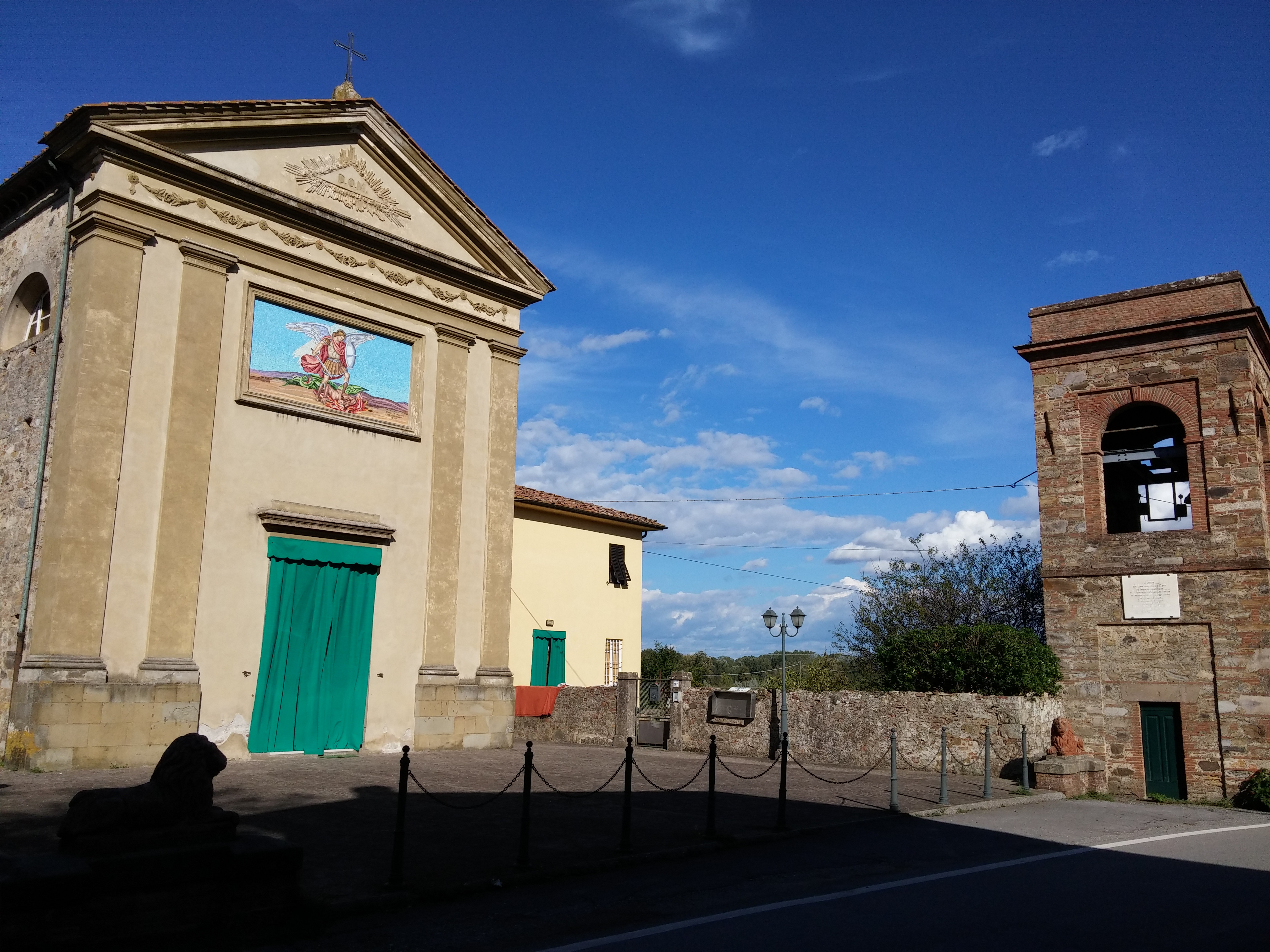
Chiesa di Colognora
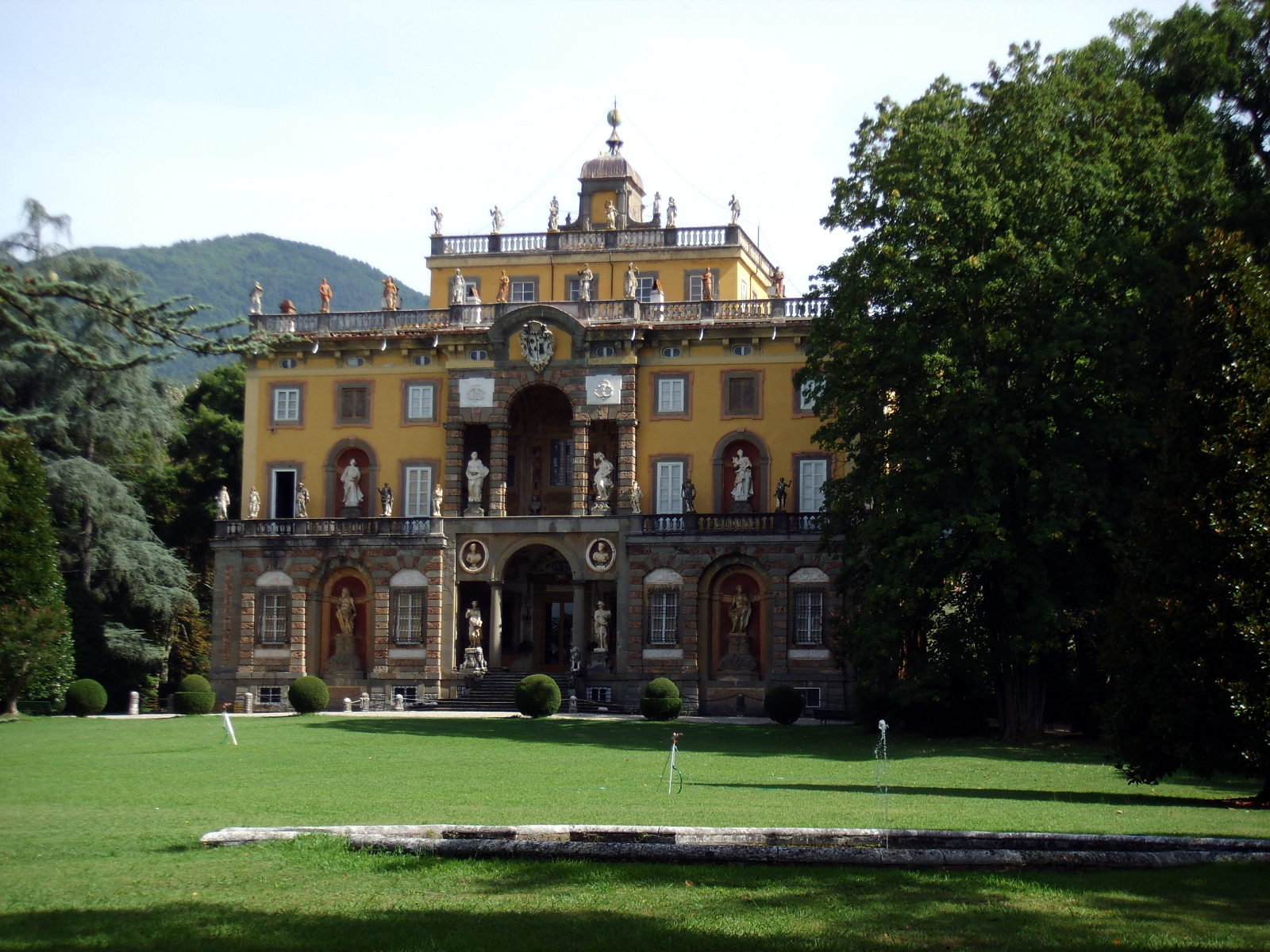
Villa Torrigiani
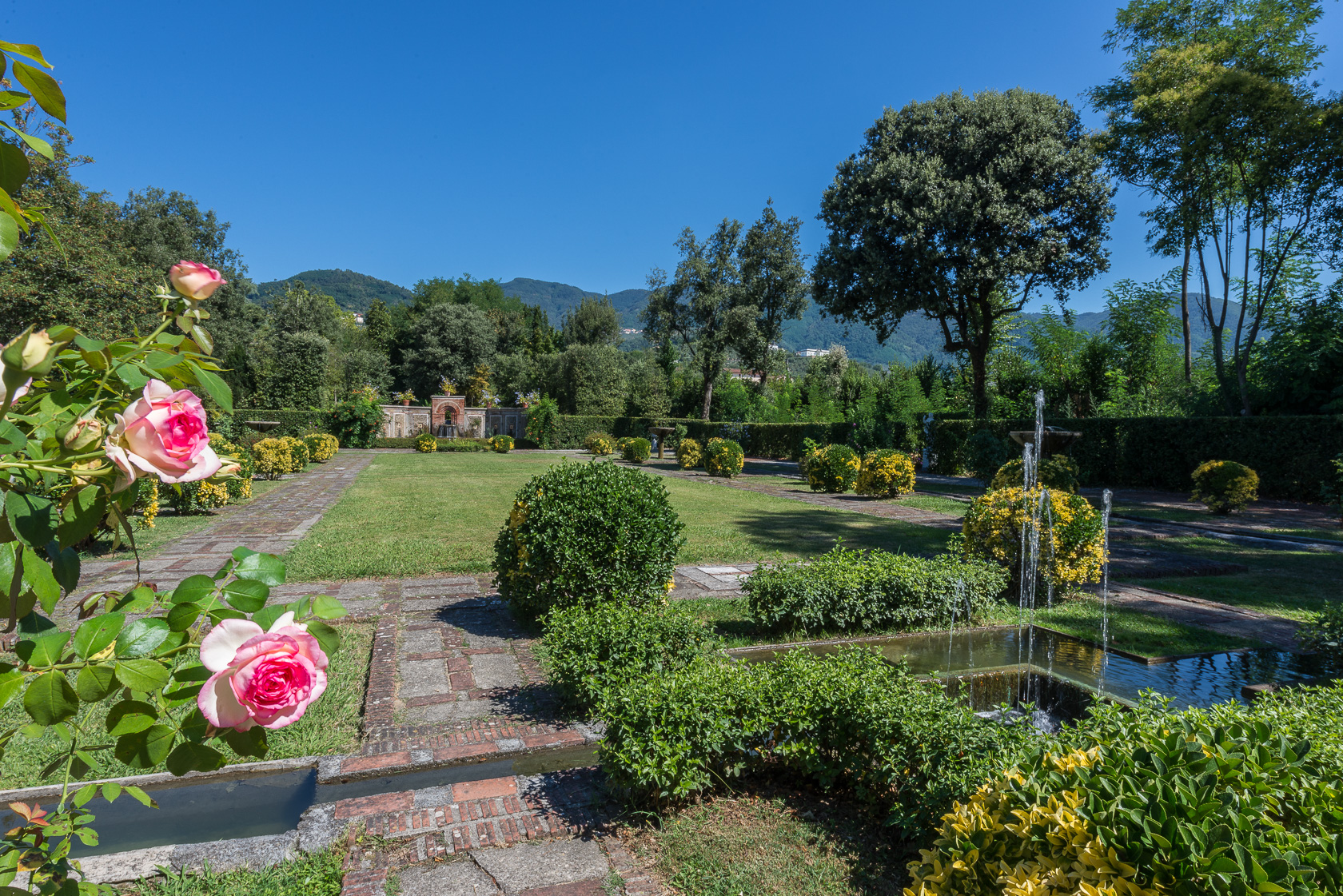
Giardini di Villa Reale
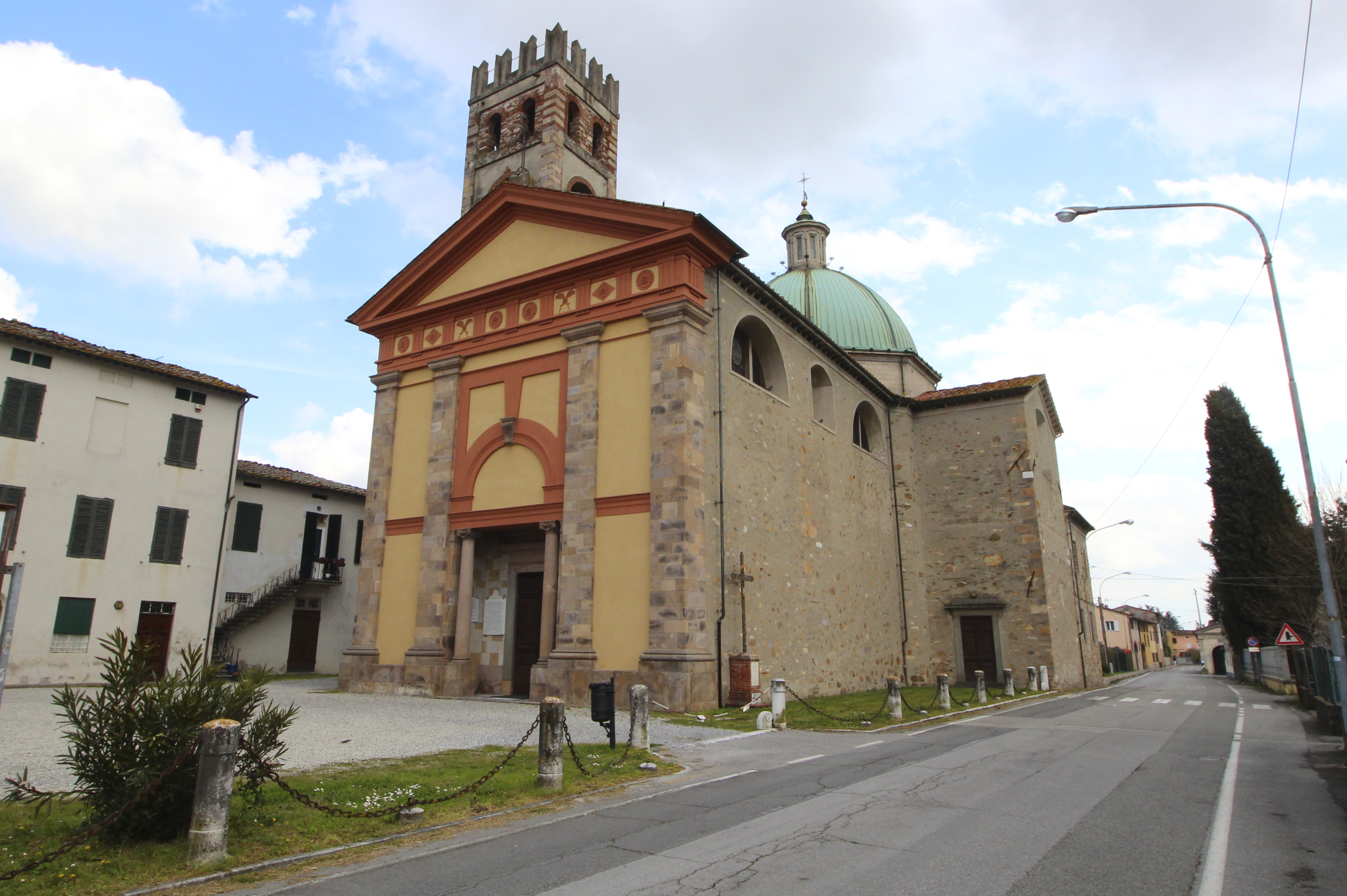
Chiesa di Tassignano
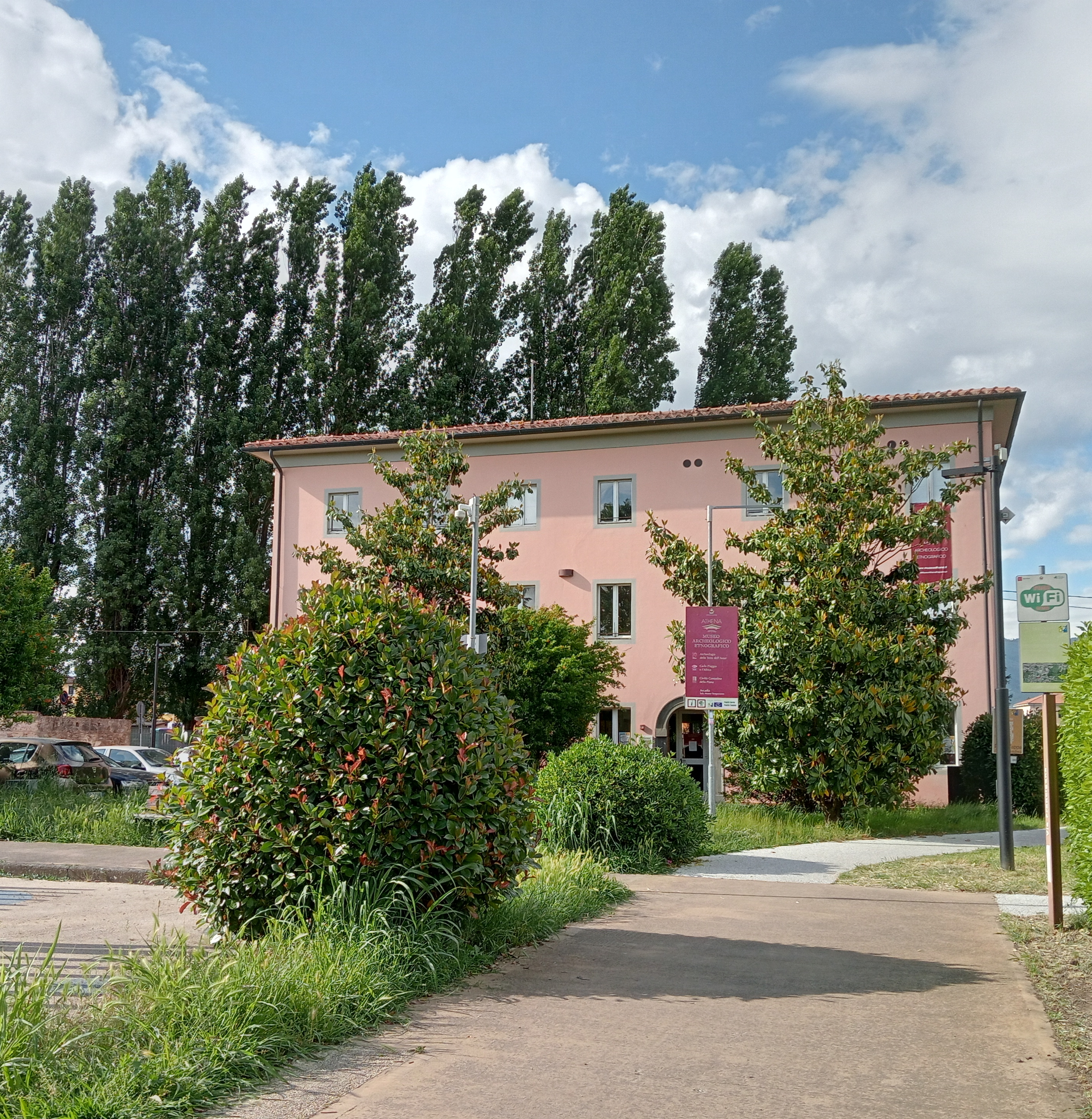
Museo Athena
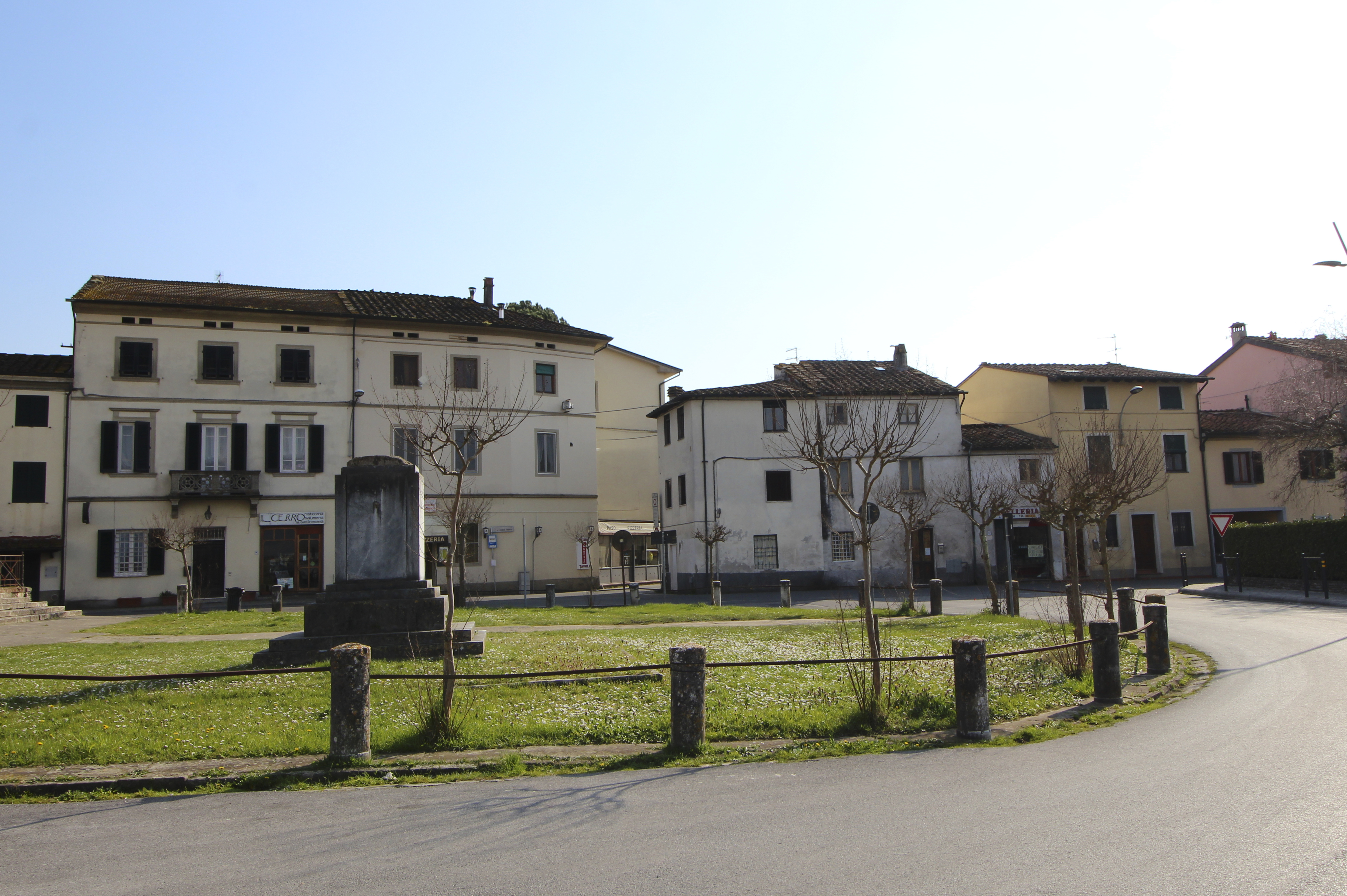
Pieve San Paolo
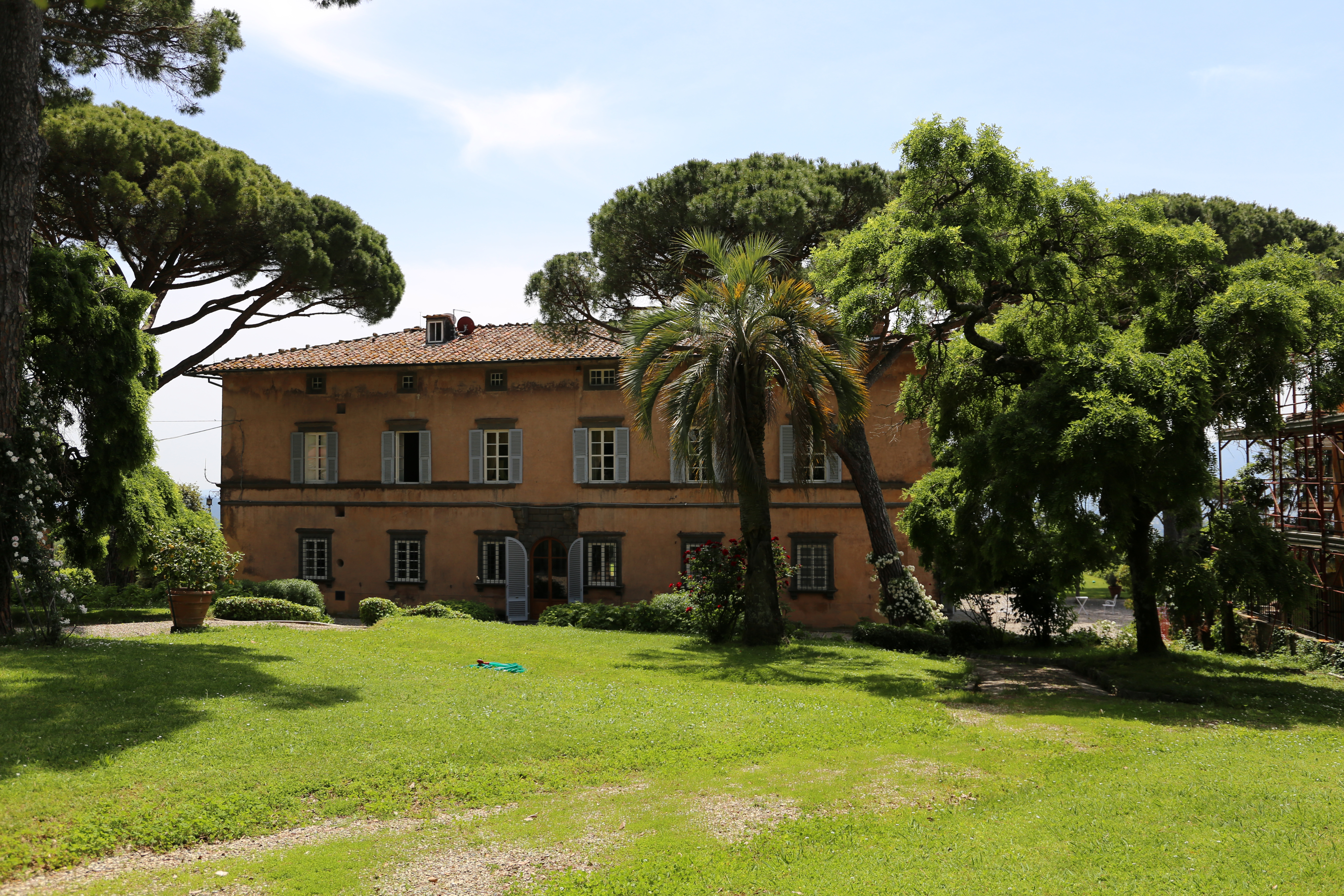
Villa di valgiano
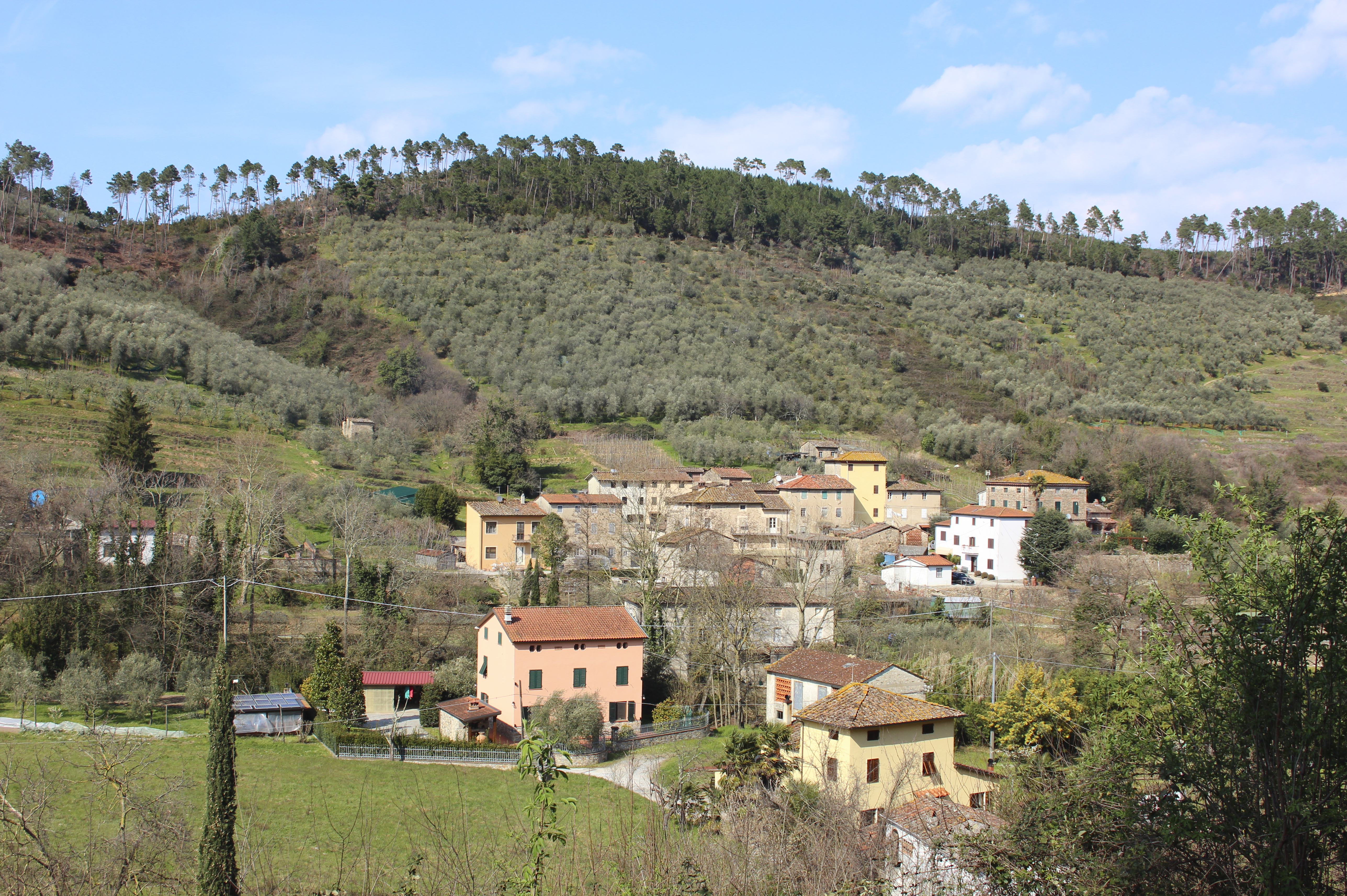
Pieve di Cómpito
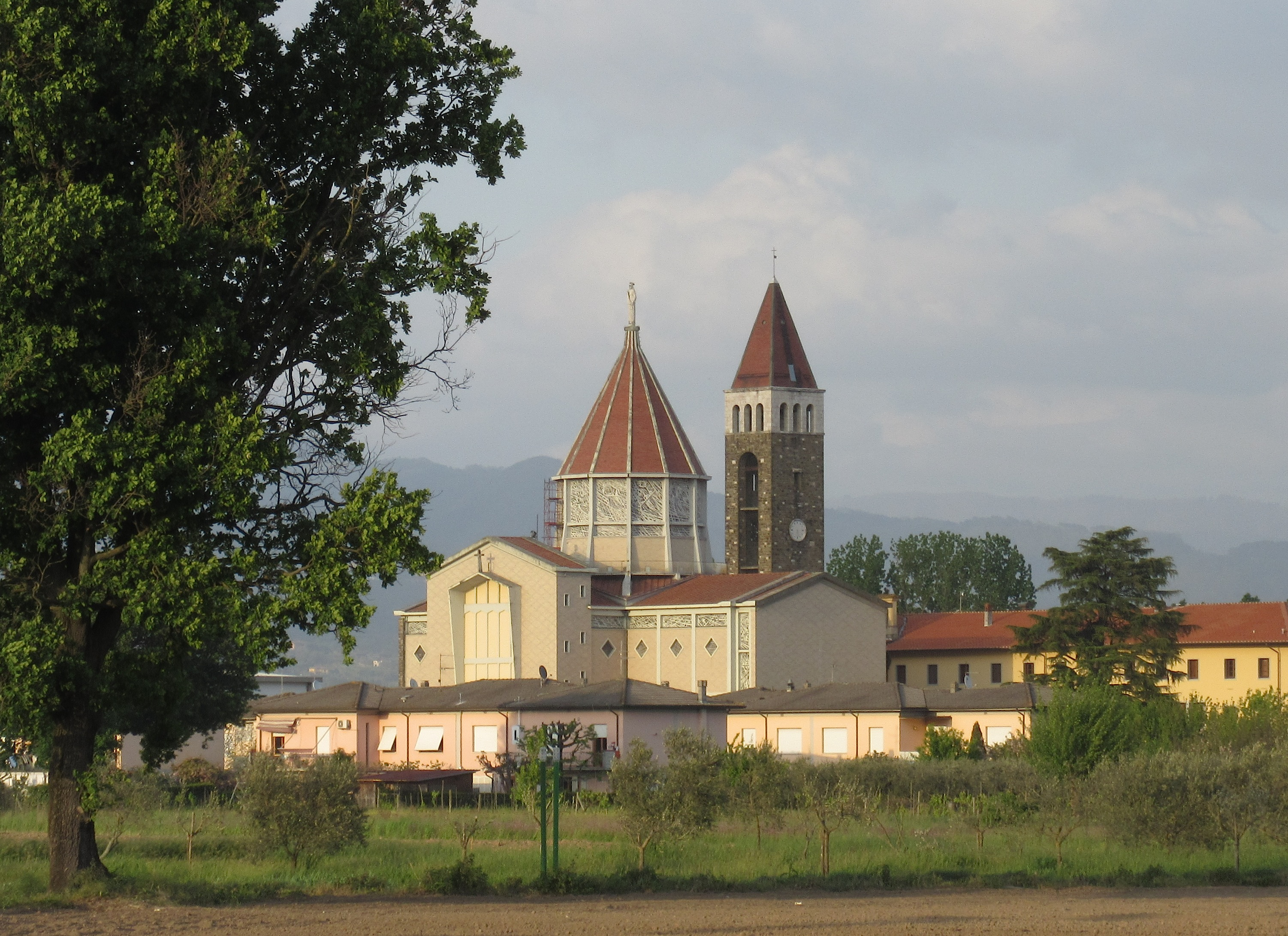
Santuario della Madonnina
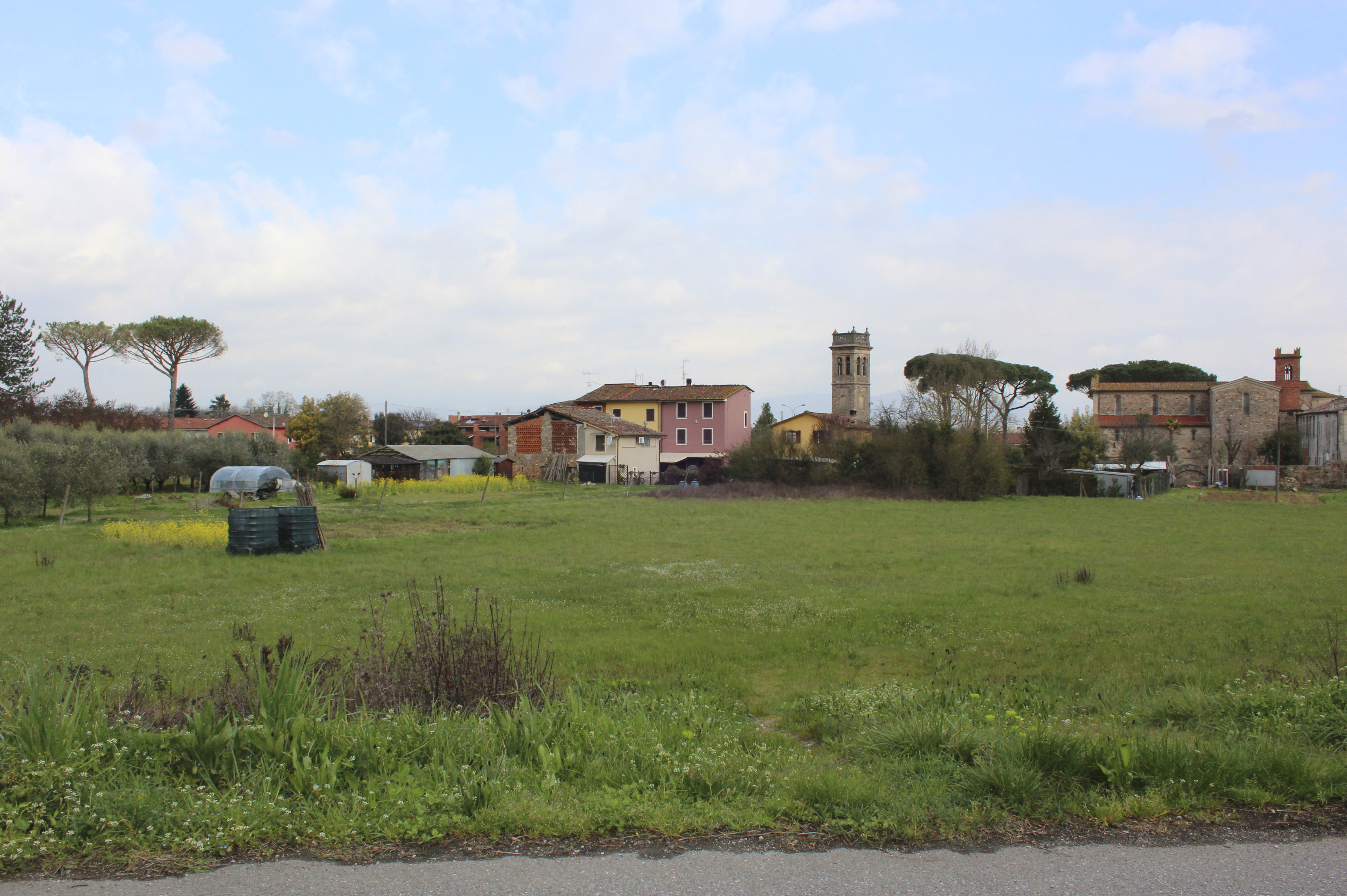
Guamo
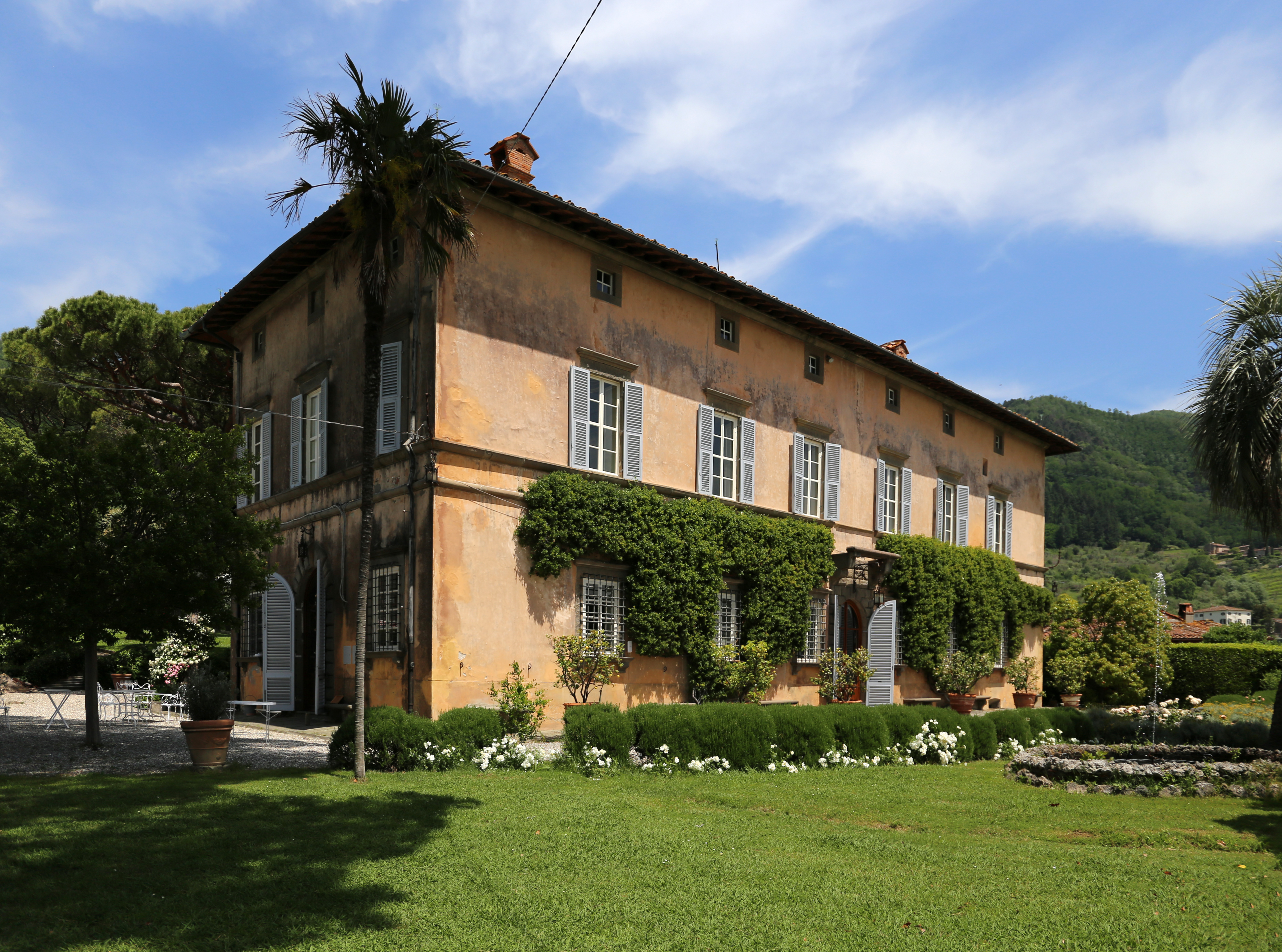
Villa di Valgiano
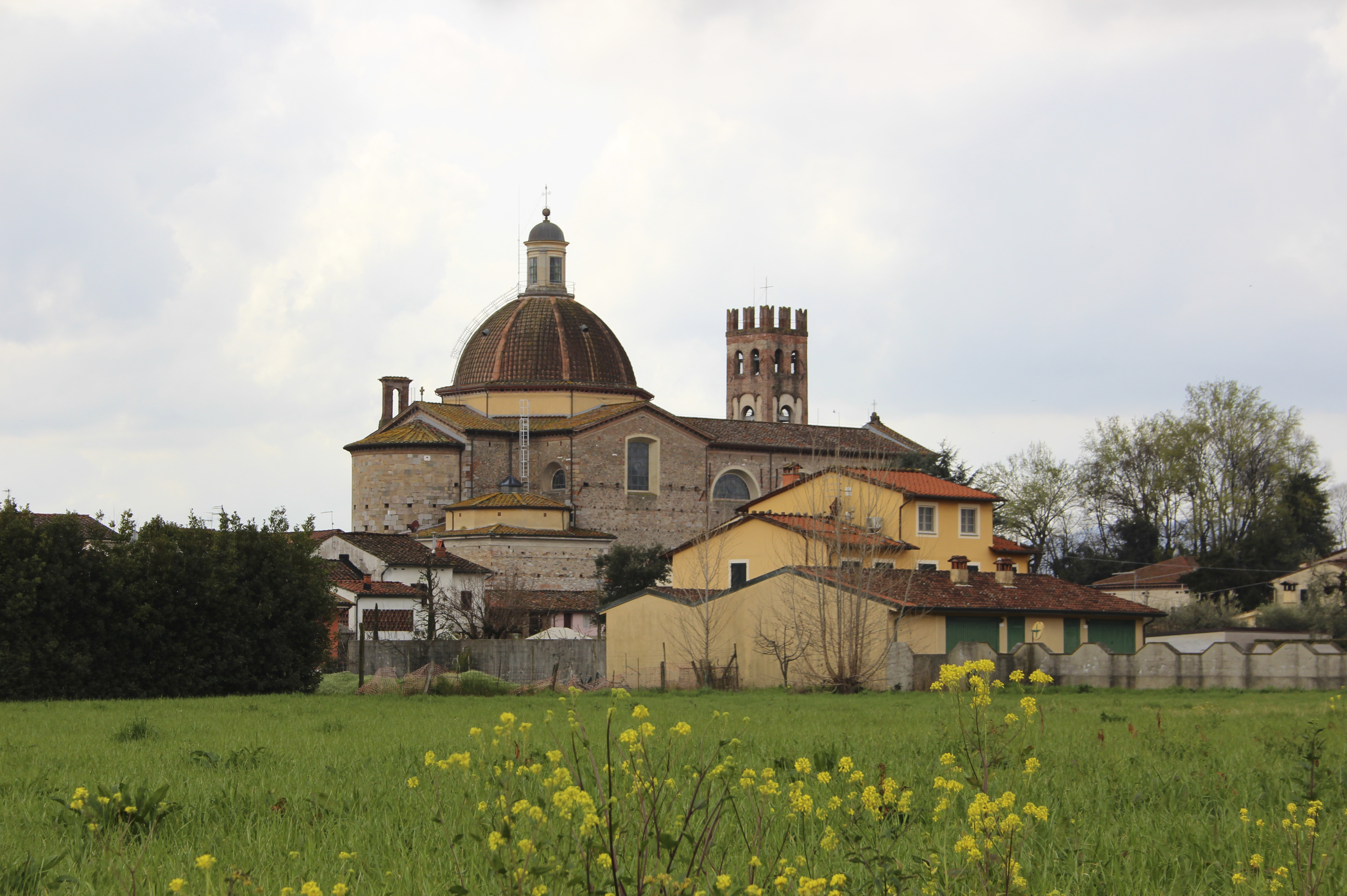
Lammari
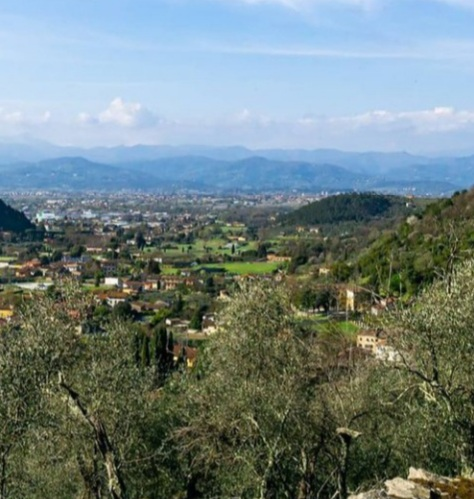
Vorno
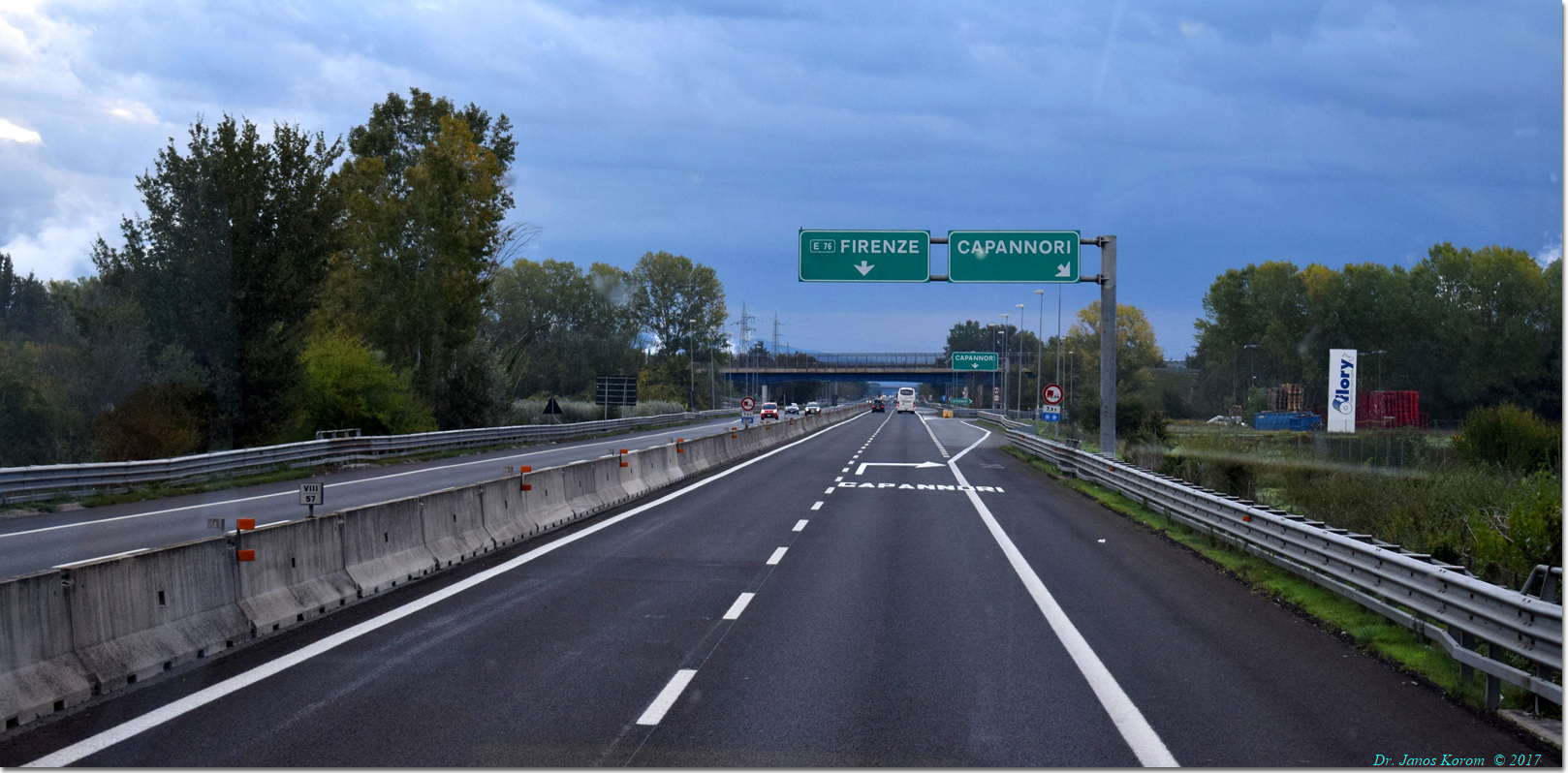
Uscita autostradale

### Architetture religiose
- Pieve di San Paolo
- Pieve di San Gennaro
- Chiesa di San Bartolomeo a Ruota
- Chiesa di San Leonardo in Treponzio
- Chiesa dei Santi Quirico e Giulitta
- Chiesa di San Colombano, a San Colombano
- Chiesa di San Cristoforo
- Chiesa dei Santi Donato e Biagio in Carraia
- Badia di San Bartolomeo
- Pieve di San Frediano
- Chiesa di San Giorgio a Parezzana
- Pieve di Santa Maria Assunta a Marlia
- Chiesa di San Martino di Ducentola
- Chiesa di Santa Maria Assunta di Tofori
- Chiesa di Santa Maria Assunta e di Sant'Iacopo
- Chiesa di San Michele Arcangelo in Matraia
- Pieve di San Lorenzo
- Chiesa della Santissima Vergine dei Dolori
- Chiesa di Santo Stefano Protomartire in Tassignano
- Chiesa di Pieve di Compito
- Chiesa di San Pietro a Marcigliano, che custodisce una Sacra Conversazione eseguita nel 1548 da Zacchia il Vecchio[12].

### Architetture civili
- Acquedotto del Nottolini
- Villa Torrigiani a Camigliano
- Villa Reale di Marlia
- Villa Minutoli-Tegrimi a Vorno
- Villa Mansi a Segromigno in Monte
- Villa Mazzarosa a Segromigno in Monte
- Villa Banchieri a Lunata
- Villa Guinigi a Matraia
- Villa e fattoria di Petrognano
- Villa Fanini a Gragnano

### Aree naturali
Nel 1997 il Comune di Capannori ha istituito sul suo territorio una piccola area naturale protetta di interesse locale (ANPIL) nella frazione di Castelvecchio, al confine con la Provincia di Pisa.
L'area, denominata "Bosco del Bottaccio della Visona" ha il compito di preservare una delle poche aree umide rimaste nella Toscana nord-occidentale. Il progetto si ripropone di tutelare la flora e la fauna delle aree umide, con particolare riguardo alle specie di uccelli migratori, come le cicogne e le garzette. Nell'oasi sono stati avvistati anche esemplari di tritoni e altri anfibi, che trovano nel chiaro lacustre formato dal Rio Visona un luogo adatto al loro ciclo vitale.
Dal punto di vista botanico il Bosco del Bottaccio è caratterizzato da un bosco igrofilo a ontano nero (Alnus glutinosa), e a fitocenosi mesofile dominate dalla farnia, Quercus robur. Nel chiaro sono frequenti specie idrofile ormai molto rare, come il giaggiolo, il morso di rana (Hydrocharis morsus-ranae), l'erba vescica (Utricularia australis) e alcune felci di elevato pregio botanico. I delicati equilibri di quest'area sono minacciati dalla presenza di alcune specie alloctone, quali la nutria (Myocastor coypus), il gambero rosso della Louisiana Procambarus clarkii, l'acero negundo (Acer negundo), la robinia (Robinia pseudoacacia) e la Amorpha fruticosa.

### Musei
il Museo archeologico ed etnografico Athena è situato nel centro di Capannori e presenta sezioni dedicate all'esploratore Carlo Piaggia e alla civiltà contadina. Si trova all'interno di un palazzo storico dislocato su tre piani, sul tracciato della Via Francigena, ed è anche un punto credenziale per i pellegrini.

## Società

### Evoluzione demografica
Abitanti censiti

### Etnie e minoranze straniere
Al 31 dicembre 2023 vi sono 3.913 stranieri, pari all'8,97% della popolazione.

## Cultura

### Istruzione
- In tutto il territorio del comune di Capannori c'è solo un liceo, il Liceo Ettore Majorana. Esso ha tre indirizzi di studio: liceo scientifico ordinario, scientifico delle scienze applicate e linguistico.

## Geografia antropica

### Frazioni e circoscrizioni

Mappa della suddivisione in frazioni del comune di Capannori

Capannori è costituito da quaranta centri abitati, i due più popolosi dei quali sono le frazioni Marlia e Lammari, che hanno circa cinquemila abitanti ciascuna. Il capoluogo comunale, "Capannori centro", ha circa quattromila abitanti. I due centri più piccoli sono le frazioni collinari di Petrognano e San Pietro a Marcigliano, con circa cento abitanti ciascuna.
Il territorio del comune di Capannori è stato storicamente diviso in quattro circoscrizioni, adesso abolite per legge dello Stato per i comuni sotto i 100 000 abitanti: Nord-ovest (Circoscrizione 1, comprendente le frazioni di Marlia, Lammari e Matraia), Nord-est (Circoscrizione 2), Centro (Circoscrizione 3) e Sud (Circoscrizione 4).
L'elenco completo delle frazioni è il seguente: Badia di Cantignano, Camigliano, Carraia, Castelvecchio di Còmpito, Colle di Cómpito, Colognora di Cómpito, Coselli, Gragnano, Guamo, Làmmari, Lappato, Lunata, Marlia, Massa Macinaia, Matraia, Paganico, Parezzana, Petrognano, Pieve di Cómpito, Pieve San Paolo, Ruota, San Colombano, San Gennaro, San Ginese di Compito, San Giusto di Cómpito, San Leonardo in Treponzio, San Martino in Colle, San Pietro a Marcigliano, Santa Margherita, Sant'Andrea di Cómpito, Sant'Andrea in Caprile, Segromigno in Monte, Segromigno in Piano, Tassignano, Tofori, Toringo, Valgiano, Verciano, Vorno.
Agl'inizi del Novecento, Capannori era il secondo comune rurale più popoloso d'Italia, dopo Roma (che pur essendo la capitale e contando oltre 400 000 abitanti risultava ancora in gran parte contraddistinta da aree periferiche a trazione prettamente rurale) e occupava il 5º posto assoluto tra i comuni non capoluogo di provincia. Probabilmente questo fatto, distorto nel corso degli anni, ha dato vita a una convinzione errata molto diffusa localmente e riportata anche in siti e pubblicazioni ufficiali, che ritiene Capannori il comune più grande d'Italia per estensione, o uno dei più grandi. In realtà, per quanto di grandi dimensioni, esso occupa soltanto il 3º posto in provincia di Lucca, superato dal capoluogo e da Bagni di Lucca, il 32º posto in Toscana e il 256º in Italia.

## Infrastrutture e trasporti
Il 25 luglio 2008 venne inaugurato in località "Frizzone", tra le frazioni di Tassignano, Colognora di Compito e Paganico, il nuovo casello dell'Autostrada A11 (Firenze-Mare). Precedentemente il casello era situato in località Carraia. Nella stessa località venne poi inaugurato il 15 aprile 2015 un nuovo scalo merci, di diramazione dalla stazione di Porcari e a servizio delle industrie della zona (principalmente del settore della carta).
La frazione di Tassignano ospita il piccolo Aeroporto di Lucca-Tassignano; nella stessa frazione è ospitata la stazione ferroviaria di Tassignano-Capannori, sulla linea Firenze-Lucca e la biblioteca comunale.
La località Lunata è collegata a Lucca mediante autocorse Autoliee Toscane che transitano sulla ex strada statale 435 Lucchese. Fino al 1957 tale frazione era attraversata dalla tranvia Lucca-Monsummano, che svolgeva servizio passeggeri e merci.

## Amministrazione

### Sindaci
| Periodo | Periodo   | Primo cittadino      | Partito              | Carica  | Note   |
| ------- | --------- | -------------------- | -------------------- | ------- | ------ |
| 1980    | 1985      | Romano Citti         | Democrazia Cristiana | Sindaco | [ 23 ] |
| 1985    | 1991      | Michele Martinelli   | Democrazia Cristiana | Sindaco | [ 23 ] |
| 1991    | 1995      | Olivo Ghilarducci    | Democrazia Cristiana | Sindaco | [ 23 ] |
| 1995    | 1999      | Ilio Micheloni       | centro-sinistra      | Sindaco | [ 24 ] |
| 1999    | 2004      | Michele Martinelli   | centro-destra        | Sindaco | [ 25 ] |
| 2004    | 2014      | Giorgio Del Ghingaro | centro-sinistra      | Sindaco | [ 26 ] |
| 2014    | 2024      | Luca Menesini        | centro-sinistra      | Sindaco | [ 27 ] |
| 2024    | in carica | Giordano Del Chiaro  | centro-sinistra      | Sindaco | [ 28 ] |

Il Comune di Capannori per molto tempo ha avuto il proprio palazzo comunale fuori dal suo territorio. Questo in base a un decreto del Ducato di Lucca, che obbligava la comunità di Capannori ad aver sede nella città capitale. Fino al 1978 infatti, anno d'inaugurazione della nuova sede, il Municipio di Capannori era nel centro storico di Lucca (omonimo comune e capoluogo di provincia) in Piazza del Suffragio, nel palazzo oggi sede dell'Istituto Musicale "Luigi Boccherini". Nel 2008 il trentennale dell'inaugurazione del municipio è stato celebrato con una serie di iniziative culturali inserite all'interno del progetto "Capannori 30 anni".

#### Raccolta differenziata
Il Comune di Capannori, in collaborazione con l'azienda ASCIT Servizi Ambientali SpA, ha istituito un sistema di raccolta differenziata porta a porta su tutto il territorio comunale, ed è il primo comune in Italia ad aver aderito alla Strategia internazionale Rifiuti Zero. Nel 2012 la raccolta differenziata ha superato la percentuale del 90%; i cassonetti non esistono.

### Riconoscimenti
- Il Comune di Capannori si è aggiudicato il premio di eccellenza Toscana Ecoefficiente 2008 per il distributore di latte fresco di Lammari.[30]
- Il Comune nel 27 marzo 2017 è stato insignito del titolo onorifico di Città dal Presidente della Repubblica Sergio Mattarella.[31]

### Gemellaggi
- La Gaude
- Losheim am See[32]